# 円城寺清
円城寺 清（えんじょうじ きよし、1870年（明治3年）11月 - 1908年（明治41年）10月21日）は、日本のジャーナリスト。号は天山。

## 人物・来歴
1870年11月、佐賀県小城郡晴田村（現小城市）に生まれる。1889年12月11日、東京専門学校邦語政治科に入学する。
1892年7月15日に卒業した後に、郵便報知新聞に入社する。1893年9月1日号の第109回から1894年10月13日号の第296回までの「大隈伯昔日譚」の筆録者に抜擢される。1894年、郵便報知新聞を辞める。
1898年5月、憲政党の組織に伴い、『憲政党党報』の編集を主宰する。憲政党の分裂後、『憲政本党党報』の主任記者及び発行兼編輯人となる。1898年11月4日、憲政本党の院外団「憲政同志会」の規約起草委員に指名され、幹事に当選する。11月9日、憲政本党の院外者による大懇親会において運動委員会の設置が決議され、11月10日に運動委員会幹事に、11月13日に常務委員に選ばれる。11月29日、政務調査局第二部（大蔵、農商務）の担任となる
12月8日の地租増徴反対同盟発起会において、「地租増徴反対同盟会」の常任幹事となる。
1899年2月、萬朝報の論説記者となる。
1902年7月から1903年12月まで、早稲田大学評議員となる。
1908年10月15日、急性盲腸炎となり、10月19日に佐藤順天堂病院に入院する。10月20日に手術を受けるが、10月21日午前8時15分に亡くなる。享年39歳。墓所は青山霊園(1ロ9-12)

## 家族
次男に演劇評論家の円城寺清臣（1902-1977）、弟に商店雑誌社主筆の円城寺艮（？-1917）がいる。

## 著作

### 単著
- 『地租増加反対の理由及反対運動の顛末』田中基臣、1889年1月。 NCID BA51775308。
- 『日本の富及所得』円城寺清、1898年10月。全国書誌番号:40032103。
- 『地租全廃論』哲学書院、1903年4月。 NCID BA35725943。全国書誌番号:40032452。
- 『財政整理案』哲学書院、1903年4月。 NCID BN12561769。全国書誌番号:40032326。
- 『和戦両様の準備』大日本実業学会、1904年2月。 NCID BN16091215。全国書誌番号:40021476。
- 『韓国之実情』楽世社、1906年2月。 NCID BA37730445。全国書誌番号:40010250。
  - 「韓国の実情」『明治北方調査探検記集成 第9巻』ゆまに書房、1989年2月。ISBN 9784896681659。 NCID BN03171231。全国書誌番号:89027978。

### 執筆（大隈伯昔日譚）
- 大隈重信『大隈伯昔日譚』円城寺清執筆、立憲改進党々報局、1895年6月。 NCID BN11335742。全国書誌番号:40018142。
  - 大隈重信『大隈伯昔日譚』円城寺清執筆、新潮社、1914年1月。 NCID BN05580355。全国書誌番号:43001996。
  - 大隈重信『大隈伯昔日譚』円城寺清執筆、新潮社、1922年1月。 NCID BN08577007。全国書誌番号:73021499。
  - 大隈重信『大隈伯昔日譚』円城寺清執筆、京口元吉校訂、冨山房〈冨山房百科文庫 51〉、1938年11月。 NCID BN03225818。全国書誌番号:46071390。
  - 大隈重信『大隈伯昔日譚』円城寺清執筆（復刻版）、明治文献、1972年3月。 NCID BN12661435。
  - 大隈重信『大隈伯昔日譚』円城寺清執筆（復刻版）、東京大学出版会〈続日本史籍協会叢書 第4期 7〉、1980年9月。 NCID BN01428982。
  - 大隈重信『大隈伯昔日譚』円城寺清執筆（復刻版）、東京大学出版会〈続日本史籍協会叢書 第4期 8〉、1981年4月。 NCID BN01428982。
  - 大隈重信『大隈伯昔日譚』円城寺清執筆（オンデマンド版）、東京大学出版会〈続日本史籍協会叢書 15〉、2016年3月。ISBN 9784130095457。 NCID BN01428982。全国書誌番号:22798090。
  - 大隈重信『大隈伯昔日譚』円城寺清執筆（オンデマンド版）、東京大学出版会〈続日本史籍協会叢書 16〉、2016年3月。ISBN 9784130095464。 NCID BN01428982。全国書誌番号:22798092。